# Hilma af Klint
Hilma af Klint (Solna, 26 ottobre 1862 – Danderyd, 21 ottobre 1944) è stata una pittrice svedese e pioniera nell'ambito dell'astrattismo pittorico, che sviluppò ben sette anni prima di Kandinsky.

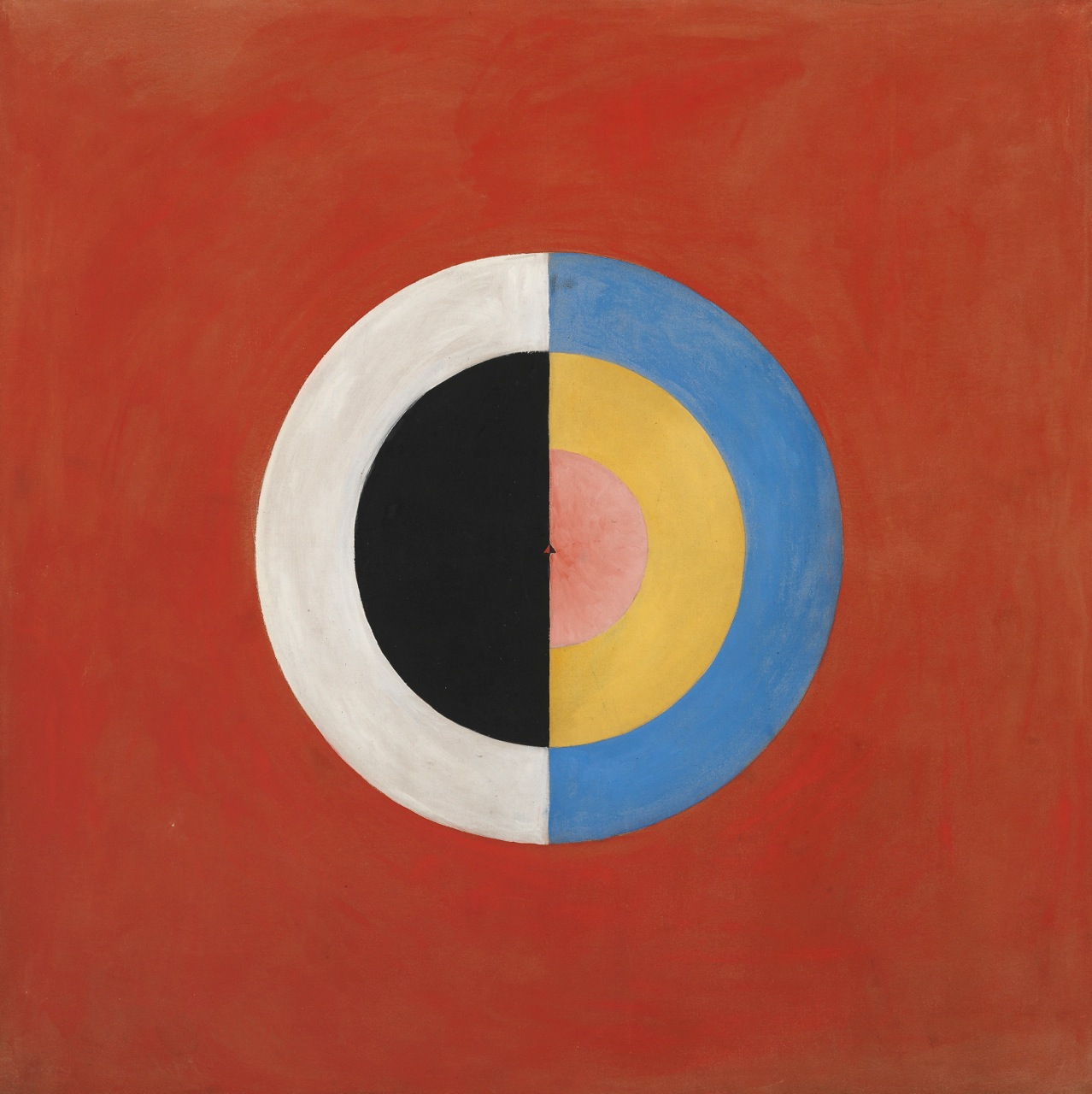
Hilma af Klint, Il Cigno, 1915.

Radicale anticipatrice di un'arte che si allontana dalla realtà visibile, sviluppò già dal 1906 un linguaggio astratto. 
Le sue opere non sono però mere astrazioni di forme e colori, piuttosto la rappresentazione di ciò che è invisibile.

## Primi anni di vita
Proveniente da una ricca famiglia svedese, Hilma era la quarta figlia di Mathilda af Klint (nata Sonntag) e del capitano Victor af Klint, un comandante navale. Nasce nel Castello di Karlberg a Stoccolma il 26 ottobre 1862. Hilma af Klint trascorse le estati della sua infanzia con la sua famiglia nel maniero Hanmora sull'isola di Adelsö, nel lago Mälaren. In questo ambiente idilliaco entrò in contatto con la natura e questa profonda associazione con le forme naturali le sarà di ispirazione nel suo lavoro. Più tardi nella vita, Hilma af Klint si stabilì a Munsö, un'isola vicino ad Adelsö. 
Dalla sua famiglia, Hilma af Klint ereditò un grande interesse per la matematica e la botanica. Mostrò anche una precoce attitudine all'arte visiva e, dopo che la famiglia si trasferì a Stoccolma, iniziò la sua educazione artistica presso l’Istituto Tecnico di Stoccolma (oggi Konstfack), seguendo contemporaneamente anche lezioni di ritratto.
Venne ammessa alla Royal Academy of Fine Arts all'età di vent'anni., dove negli anni 1882–1887 studiò principalmente disegno, ritrattistica e pittura di paesaggio. Si laureò con lode e le venne assegnata uno spazio nel cosiddetto "Edificio studio" (Ateljébyggnaden), di proprietà dell'Accademia di Belle Arti, situato tra Hamngatan e Kungsträdgården nel centro di Stoccolma, fulcro della cultura svedese del periodo. Lo stesso edificio ospitava anche il Blanch's Café e la Blanchs Art Gallery, dove si esprimeva il conflitto tra la visione artistica convenzionale dell'Accademia di Belle Arti e il movimento di opposizione della "Società dell'Arte" (Konstnärsförbundet), ispirato ai pittori francesi en plein air. 
Hilma af Klint ha iniziato a lavorare a Stoccolma, ottenendo riconoscimenti per i suoi paesaggi, disegni botanici e ritratti. 
La pittura convenzionale - ritratti e paesaggi in stile naturalistico – ha rappresentato la sua fonte di reddito finanziario, ma il suo "life's work" rimase una pratica completamente separata.
Dopo gli studi, fino al 1908, dipinse ed espose ritratti e paesaggi in stile naturalistico.

## Idee spirituali e filosofiche
Nel 1880 morì la sorella minore Hermina e fu in questo periodo che iniziò a svilupparsi la dimensione spirituale della sua vita.  Il suo interesse per l'astrazione e il simbolismo proveniva dal coinvolgimento di Hilma af Klint nello spiritismo, molto in voga tra la fine del diciannovesimo e l'inizio del ventesimo secolo. I suoi esperimenti sotto il profilo “dell’indagine spirituale” iniziarono nel 1879. Si interessò alla Teosofia di Madame Blavatsky e alla filosofia di Christian Rosenkreutz. Nel 1908 incontrò Rudolf Steiner, il fondatore della Società antroposofica, che era in visita a Stoccolma. Il pensiero di Steiner riguardante le arti ha avuto influenza sui suoi dipinti. Nel 1920 lo incontrò di nuovo al Goetheanum di Dornach, in Svizzera, sede della Società antroposofica. Tra il 1921 e il 1930 trascorse lunghi periodi al Goetheanum. Il lavoro di Hilma Af Klint può essere compreso nel contesto più ampio della ricerca modernista di nuove forme nei sistemi artistici, spirituali, politici e scientifici all'inizio del ventesimo secolo.  Come molti suoi contemporanei era influenzata da correnti filosofico-esoteriche, in particolare - come abbiamo visto - dallo spiritismo, dalla teosofia e più tardi anche dall'antroposofia. C'era un interesse simile per la spiritualità da parte di altri artisti durante questo stesso periodo, tra cui Wassily Kandinsky, Piet Mondrian, Kasimir Malevitch e il gruppo francese dei Nabis, personalità - come Hilma af Klint - ispirate dal Movimento Teosofico. La transizione artistica all'arte astratta e alla pittura non figurativa di Hilma af Klint sarebbe avvenuta senza alcun contatto con i movimenti moderni contemporanei, ma utilizzando un linguaggio molto simile, volto a spalancare le porte di una nuova dimensione oltre al visibile, più interiore ma altrettanto reale. Le opere di Hilma af Klint sono principalmente spirituali e il suo lavoro artistico ne è una conseguenza.
Hilma af Klint credeva nell'esistenza di una dimensione spirituale del quotidiano e voleva rappresentarne il contesto che si trova al di là di ciò che gli occhi possono percepire. Durante l'elaborazione di un quadro aveva la percezione di essere in contatto con una coscienza superiore della quale si considerava un tramite. Ricercò attraverso la sua pittura le diverse dimensioni dell'esistenza umana.

### Retaggio
Hilma af Klint lasciò più di un migliaio di dipinti e opere su carta. Durante la sua vita espose solo i primi quadri naturalistici e non mostrò mai le sue opere astratte. Nel testamento si legge che i lavori astratti dovevano essere resi pubblici non prima di venti anni dalla sua morte. Era infatti convinta che solo allora il pubblico avrebbe potuto capirne il significato. Solo nel 2018 ha iniziato a essere conosciuta in Italia, trovando la consacrazione con la mostra che è stata a lei dedicata nel 2019 dal Solomon R. Guggenheim Museum di New York.

## Riferimenti culturali
- Hilma af Klint e il suo lavoro sono presentati nel film Personal Shopper, in cui la protagonista, interpretata da Kristen Stewart, ricerca un'arte che si ispira agli spiriti.[14]
- L'arte di Hilma af Klint ha ispirato Acne Studios per la collezione estiva 2014[15]
- Il lavoro di Hilma af Klint è citato da Jane Weaver come ispirazione per Modern Kosmology.[16]
- Hilma af Klint è stata oggetto di un lungometraggio documentario del 2019 della regista tedesca Halina Dyrschka, intitolato Beyond the Visible - Hilma af Klint .[17][18]

## Mostre - postume (selezione)
Il lavoro astratto di Hilma af Klint è stato esposto per la prima volta alla mostra "The Spiritual in Art, Abstract Painting 1890–1985" organizzata da Maurice Tuchman a Los Angeles nel 1986. Questa mostra è stata il punto di partenza del suo riconoscimento internazionale.
- The Spiritual in Art: Abstract Painting 1890–1985, Los Angeles County Museum of Art, Los Angeles, USA. November 23, 1986 – March 8, 1987.[19] Travelling exhibition : Museum of Contemporary Art, Chicago, USA. April 17 – July 19, 1987 ; Gemeentemuseum Den Haag, Netherlands. September 1 – November 22, 1987
- Hilma af Klints hemliga bilder, Nordic Art Association, Sveaborg Helsinki, Finland 1988–1989
- The Secret Pictures by Hilma af Klint., MoMA PS1, Queens, NY, USA. January 15 – March 12, 1989
- Ockult målarinna och abstrakt pionjär, Moderna museet Stockholm, Sweden 1989–1991. Travelling exhibition : Göteborgs Konsthall, Gothenburg, Sweden ; Lunds Konsthall, Lund, Sweden ; Fyns Kunstmuseum, Denmark
- Okkultismus und Abstraktion, Die Malerin Hilma af Klint, Albertina, Vienna, Austria 1991–1992. Travelling exhibition : Kunsthaus Graz, Austria ; Modern Museum of Passau, Germany
- Målningarna till templet (The paintings to the Temple), Liljevalchs konsthall, Stockholm, Sweden 1999–2000
- 3 x Abstraction: New Methods of Drawing, The Drawing Center, New York; Santa Monica Museum of Art; Irish Museum of Modern Art, Dublino, 2005–2006
- An Atom in the Universe, Camden Arts Centre, 2006
- The Alpine Cathedral and The City-Crown, Josiah McElheny. Moderna Museet, Stoccolma, Svezia. 1 dicembre 2007 – 31 marzo 2008 (14 quadri)
- The Message. The Medium as artist - Das Medium als Künstler Museum, Bochum, Germania. 16 febbraio – 13 aprile 2008 (4 quadri)
- Traces du Sacré Centre Pompidou, Parigi. 7 maggio – 11 agosto, 2008. (7 quadri)
- Hilma af Klint – Une modernité rélévée Svedese Centro Culturale, Parigi. Aprile – agosto 2008 (59 quadri)
- Traces du Sacré Haus der Kunst, Munich. September 18, 2008 – January 11, 2009
- De geheime schilderijen van Hilma af Klint, Museum voor Moderne Kunst, Arnhem. 7 marzo, 2010 - 30 maggio, 2010
- Hilma af Klint – a Pioneer of Abstraction Moderna Museet, Stoccolma, Svezia 16 febbraio - 26 maggio 2013; Hamburger Bahnhof – Museum für Gegenwart, Berlino 15 giugno - 6 ottobre; Museo Picasso (Malaga), 21 ottobre 2013 - 9 febbraio 2014.
- Opere di af Klint è stata esposta al Padiglione Centrale del 55° Biennale di Venezia. 1 giugno - 24 novembre, 2013.
- Painting the Unseen, Serpentine Galleries, Londra 3 marzo - 15 maggio, 2016[20]
- The Keeper, New Museum of Contemporary Art, New York 20 luglio - 02 ottobre 2016[21]
- Jardin infini. De Giverny à l’Amazonie, Centre Pompidou, Metz. 18 marzo - 28 agosto, 2017[22]
- Oltre le stelle - Il paesaggio mistico da Monet a Kandinsky, Musée d'Orsay, Parigi. 14 marzo - 25 giugno, 2017[23]
- Hilma af Klint: Paintings for the future, Guggenheim Museum, New York. 12 ottobre, 2018 - 23 aprile, 2019[24]
- World Receivers, Kunstbau, Monaco. 6 novembre, 2018 - 10 marzo, 2019[25]